# Mohammad-Reza Kolahi
Mohammad-Reza Kolahi, est un membre de l'Organisation des moudjahiddines du peuple iranien (OMPI) qui est responsable de l'attentat à la bombe de 1981 contre le siège du Parti de la République islamique à Téhéran. L'attentat à la bombe a tué 72 politiciens de haut rang et membres du parti, dont le juge en chef, l'ayatollah Mohammad Behesthi, qui était considéré comme le deuxième personnage après le fondateur de la République islamique, l'ayatollah Rouhollah Khomeini.
Le 15 décembre 2015, il est assassiné par une organisation de la Mocro Maffia à Almere aux Pays-Bas.

## Biographie
L’auteur de l’explosion du 28 juin était un individu nommé Mohammad Reza Kalahi qui étudiait l’électricité à l’université des sciences et technologie. Cet individu, après la victoire de la révolution islamique avait rejoint les rangs l’organisation terroriste nommée Mojahedin Khalq. En conservant cette appartenance, il devint d’abord le gardien du comité de la révolution islamique qui était situé à la rue Pasteur. Puis, avec les orientations de l’organisation, il avait eu accès au sein du parti de la république islamique. Il gravit rapidement les échelons et devint le responsable des invitations aux conférences et aux réunions, en plus il était chargé de garantir la sécurité du parti. 
Il avait transféré la bombe avec son sac à main au sein du siège du Parti de la République islamique situé près du carrefour Sarcheshmeh à Téhéran. Il sortit du siège du parti quelques minutes avant l’explosion et après l'explosion, il s’était caché dans le domicile de l’un des membres de leur organisation pendant un certain temps puis finalement, il s’était rendu en Irak en passant par l’Ouest du pays où Il s’était marié en Irak avec l’un des membres de l’organisation. Cependant en 1991, il avait été placé sur la liste des membres "problématiques" de l'organisation. Il quitta l’organisation en 1993 et en 1994, il avait quitté l’Irak pour se rendre en Allemagne.   

## Mort
Selon un journal aux Pays-Bas, une victime iranienne d'une affaire de meurtre en 2015 était "certainement" l'auteur de la plus grande attaque terroriste de l'histoire de l'Iran dans laquelle des dizaines de hauts responsables, dont le Premier ministre, ont été tués en 1981. Le journal basé à Amsterdam Het Parool a rapporté les nouvelles, citant un tribunal néerlandais enquêtant sur l'affaire comme la source. Le tribunal a tenu sa première audience vendredi, où deux citoyens d'Amsterdam soupçonnés d'avoir tué Ali Motamed, un homme de 56 ans, dans son appartement de la ville néerlandaise d'Almere en décembre 2015 se sont défendus. Ali Motamed était en fait une nouvelle identité pour Mohammad-Reza Kolahi Samadi, qui est tenu responsable de l'attentat à la bombe de 1981 contre le siège du Parti de la République islamique à Téhéran. Kolahi, un membre de l'Organisation Mujahidin-e Khalq (OMK) qui était un étudiant au moment de l'attaque terroriste, est venu aux Pays-Bas en tant que réfugié politique dans les années 1980. Il a commencé une nouvelle vie dans le pays en tant qu'électricien et a épousé une Néerlandaise qui lui a apporté un fils. Kolahi a été condamné à mort par contumace et était un criminel internationalement recherché.